# Douglas Roos
Douglas Michael Jonsson Roos, född 31 juli 1968 i Västanfors församling, är en svensk entreprenör.
Roos är grundare av Ladbrokes Norden och – tillsammans med Patrik Sandberg – av Nyheter24-Gruppen. Roos har en juristutbildning och har tidigare arbetat med EG-rätt på EU-kommissionen i Bryssel och var lärare i EG-rätt. Han var även VD på Net Entertainment och grundade efter det Ladbrokes Norden som han sedan sålde till Ladbrokes International. Roos har grundat ett antal bolag, bland annat inom digital media, medicinteknik, fastigheter och hotellverksamhet.
Roos medverkade 2010 som riskkapitalist i andra säsongen av tv-serien Draknästet i Sveriges Television.
16 maj 2019 såldes Nyheter24 samt sidorna Modette, Blogg.se, Kwiss.me och Tyda.se till mediehuset Life of Svea. Roos återvände till spelbranschen och lanserade i juni 2018 ett online-casino.
I december 2024 donerade Douglas Roos en miljon kronor till Dumpen.